# Devil's Crush
Devil's Crush (conosciuto con il nome Devil Crash in Giappone) è un videogioco di flipper sviluppato dalla NAXAT Soft per il TurboGrafx-16 e pubblicato nel 1990. È il secondo capitolo della serie Crush Pinball, dopo Alien Crush. Il tema del gioco è il mistero e l'occulto, con teschi, scheletri e demoni. Fu seguito da Jaki Crush e Alien Crush Returns.
Il gioco venne distribuito anche per Sega Mega Drive, sviluppato da Technosoft, con il titolo Dragon's Fury (Devil Crash MD in Giappone). Entrambe le versioni nordamericane, quella per TurboGrafx-16 e quella per Genesis, hanno subito delle censure minori. Devil's Crush venne distribuito digitalmente sulla Virtual Console per Wii, con il titolo originale per la versione europea, ma sostituendo tutti i pentacoli con stelle a otto punte.

## Modalità di gioco
Il campo di gioco di Devil's Crush consiste in un tavolo da flipper alto tre schermi, che scorrono una volta che la palla raggiunge l'estremità superiore o inferiore. Ci sono tre paia di alette. L'aletta sinistra si può controllare premendo un tasto direzionale qualsiasi, mentre quella destra viene controllata con il pulsante I. Il pulsante II permette al giocatore di dare un colpo al flipper per influenzare la traiettoria della pallina. Utilizzarlo troppo tuttavia manda in tilt il flipper, bloccando le alette finché la palla non viene persa. Ci sono molti bersagli da colpire e stanze bonus segrete.